# Lijst van beelden in Oudewater
Dit is een chronologische lijst van beelden in Oudewater. Onder een beeld wordt hier verstaan elk driedimensionaal kunstwerk in de openbare ruimte van de Nederlandse gemeente Oudewater, waarbij beeld wordt gebruikt als verzamelbegrip voor sculpturen, standbeelden, installaties, gedenktekens en overige beeldhouwwerken.
Voor een volledig overzicht van de beschikbare afbeeldingen zie: Beelden in Oudewater op Wikimedia Commons.
| Geplaatst | Omschrijving                                                               | Kunstenaar        | Straat                                               | Plaats      | Materiaal           | Afbeelding |
| --------- | -------------------------------------------------------------------------- | ----------------- | ---------------------------------------------------- | ----------- | ------------------- | ---------- |
| 1601/1962 | Vrouwe Fortuna                                                             | onbekend          | Markt-Oostzijde 14                                   | Oudewater   | natuursteen         |            |
| 1700      | Vrouwe Justitia (Justitia-paal)                                            | onbekend          | Goejanverwelle bij 31                                | Hekendorp   |                     |            |
| 1700      | Twee stoeppalen                                                            |                   | Markt-Oostzijde 2                                    | Oudewater   | natuursteen         |            |
| 1840      | Gevelsteen Stadsgebouw                                                     | onbekend          | Kapellestraat                                        | Oudewater   | geverfd natuursteen |            |
| 1882      | Sint Vincentius e.a.                                                       | onbekend          | op Sint Franciscuskerk, Kapellestraat                | Oudewater   | natuursteen         |            |
| 1887      | Leeuwen                                                                    | onbekend          | op het bordes van het Stadhuis, Visbrug              | Oudewater   |                     |            |
| 1887      | Vrouwe Justitia e.a.                                                       | onbekend          | Stadhuis, Visbrug                                    | Oudewater   |                     |            |
| 1900?     | Aartsengel Michaël                                                         | onbekend          | Wijngaardstraat (tuin van de Oudkatholieke kerk)     | Oudewater   |                     |            |
| 1916      | Heilige Antonius en het Christuskind (reliëf)                              | onbekend          | Kapellestraat 1                                      | Oudewater   |                     |            |
| 1965      | Pater Janssen                                                              | Miep Maarse       | Havenstraat                                          | Oudewater   | brons               |            |
| 1970/2008 | Het Hoen van Hoenkoop                                                      | Ineke van Dijk    | rotonde Gooise Straatweg/Zwier Regelinkstraat        | Hoenkoop    | brons               |            |
| 1972      | Zagen zagen wiede wiede wagen                                              | C.G. Andriessen   | Regina Pacisstraat                                   | Oudewater   | hardsteen           |            |
| 1977      | Boerenfamilie (karakters Herman de Man)                                    | Ineke van Dijk    | Leeuweringerstraat/Markt                             | Oudewater   | brons               |            |
| 1978      | Twee eekhoorns in boom                                                     | Sonja Meijer      | Papenhoeflaan 49, (Jenaplanschool)                   | Oudewater   |                     |            |
| 1982      | Balletdanseresje                                                           | Piet van Heerden  | Prinses Margrietstraat                               | Oudewater   | brons               |            |
| 1982      | Paard                                                                      | Piet van Heerden  | Tramweg/ Vliet                                       | Hoenkoop    | brons               |            |
| 1997      | De Klos of De Tol                                                          | Leon Veerman      | Lijnbaan/ Wagenerf                                   | Oudewater   | brons               |            |
| 1998      | Heksen                                                                     | Ineke van Dijk    | rotonde J.J.Vierbergenweg/Oude Singel                | Oudewater   | brons en staal      |            |
| 1999      | Naïaden                                                                    | Tine van de Weyer | Waardsedijk (in de gracht)                           | Oudewater   | brons               |            |
| 2000      | De Drie Zwanen                                                             | Evert den Hartog  | Prinses Margrietstraat (Wulverhorst plantsoen)       | Oudewater   | brons               |            |
| 2002      | Dromen van de Zon                                                          | Aziz Fuad         | IJsselvere                                           | Oudewater   | brons               |            |
| 2002      | Gedenkbank 100 jaar IJsclub                                                | onbekend          | Oostkade                                             | Hekendorp   |                     |            |
| 2003      | Vogel                                                                      | Lolke van der Bij | Lange Burchwal                                       | Oudewater   | roestvast staal     |            |
| 2003      | Broeders                                                                   | Ellie Hahn        | Prinses Wilhelminastraat / Adriaan Leeuwenhoekstraat | Hekendorp   |                     |            |
| 2003/2009 | Swiebertje                                                                 | Cees Vrisekoop    | Visbrug                                              | Oudewater   | brons               |            |
| 2004      | Handen aan het bed (of Beeld van de herinnering)                           | Steef Roothaan    | Kapellestraat                                        | Oudewater   | brons en graniet    |            |
| 1989      | Gaper                                                                      | G.N.Verhoef       | Korte Havenstraat                                    | Oudewater   |                     |            |
| 2010      | Nieuwe doorgang                                                            | Henk van Bennekum | rotonde Papekop                                      | Papekop     | staal               |            |
| 2010      | Nasreddin Hodja                                                            |                   | Damweg 6                                             | Hoenkoop    |                     |            |
| 2012      | Steun                                                                      | Ingrid Mol        | West IJsselkade bij 7                                | Oudewater   | keramiek            |            |
| 2012      | Lennie bij een veldoven                                                    | Ingrid Mol        | Bokkenkade                                           | Oudewater   | keramiek            |            |
| 2012      | Het Paard                                                                  | Ingrid Mol        | Kabelslag/Lijnbaan                                   | Oudewater   | keramiek            |            |
| 2012      | Nachtvlinder                                                               | Ingrid Mol        | Veenweidepark Ruyghe Wey                             | Oudewater   | keramiek            |            |
| 2012      | Yggdrasil                                                                  | Gabriel Lester    | Veenweidepark Ruyghe Wey                             | Oudewater   |                     |            |
| onbekend  | Man met jongen                                                             | Jos Pirkner       | De Cope, (st. Jozefschool)                           | Oudewater   |                     |            |
| onbekend  | Zichtlijn (4 objecten)                                                     | onbekend          | Lijnbaan / Strengen / Spinnen                        | Oudewater   |                     |            |
| onbekend  | De ark van Noach                                                           | onbekend          | Laan van Snelrewaard bij 43                          | Snelrewaard |                     |            |
| onbekend  | Drie staanders                                                             | onbekend          | Waardsedijk 99 (voortuin)                            | Snelrewaard | cortenstaal         |            |
| onbekend  | Mariakapel                                                                 | onbekend          | Waardsedijk 61                                       | Snelrewaard |                     |            |
| onbekend  | Sint Joris en de draak (gevelsteen)                                        | onbekend          | Havenstraat 12                                       | Oudewater   | natuursteen         |            |
| 1646      | Gevelsteen, Wapen van Gijsbert van Craeyesteyn en Machteld van Bronckhorst | onbekend          | Markt Oostzijde 2                                    | Oudewater   |                     |            |
| onbekend  | Gevelsteen                                                                 | onbekend          | Zuider Kerkstraat                                    | Oudewater   |                     |            |
| onbekend  | Gevelstenen                                                                | onbekend          | Markt Oostzijde 12                                   | Oudewater   | natuursteen         |            |